# Albo delle vittorie del Palio di Siena

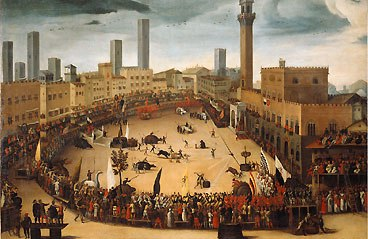
Caccia ai tori di fine Cinquecento dipinta da Vincenzo Rustici (1556 – 1632).

L'Albo delle vittorie del Palio di Siena è un documento storico contenente l'elenco ufficiale dei vincitori del Palio custodito presso l'Archivio Storico Comunale di Siena.

## L'Albo
L'Albo, noto anche come "Elenco", ebbe origine dalla semplice iniziativa di un archivista comunale, Augusto Ginanneschi, che nel 1888 compilò un elenco dei Palii corsi in Piazza del Campo. Come egli stesso scrisse nel 1894, il documento fu "redatto dal sottoscritto vari anni sono, in base e completamento a quello pubblicato dal Conte Antonio Hercolani nella sua storia e costumi delle Contrade di Siena dell'anno 1845".
Tale elenco venne adottato ufficialmente dal Comune, che di fatto fece proprio il testo del bolognese Hercolani. Alcune contrade si attribuiscono vittorie in Palii non inclusi nell'elenco ufficiale. Per queste ragioni si usa distinguere il numero di vittorie per il Comune e quelle per la Contrada. L'Albo è stato più volte aggiornato a seguito di alcuni solleciti presentati nel corso degli anni dalle Contrade, allorché sono emerse inedite notizie, alle quali lo stesso Comune ha voluto aderire, ma non sempre. Sono ancora pendenti alcuni riconoscimenti richiesti dalle Contrade stesse, primi fra tutti in ordine temporale quelli presentati dall'Onda nel 1891 e dalla Tartuca nel 1895.
Nell'elenco sono esclusi tutti i Palii considerati non ufficiali, come i vari "Palii di Cetinale", le bufalate, le asinate, le cacce dei tori, i Palii "alla romana" e Palii "alla lunga" non organizzati dalle autorità comunali, e più in generale Palii la cui effettiva esistenza non è stata dimostrata storicamente.

## Vincitori del Palio di Siena
- Vittorie dal 1644 al 1700
- Vittorie dal 1701 al 1800
- Vittorie dal 1801 al 1900
- Vittorie dal 1901 al 2000
- Vittorie dal 2001